# Hesperoconopa pugilis
Hesperoconopa pugilis là một loài ruồi trong họ Limoniidae. Chúng phân bố ở miền Tân bắc.